# Burg Hikone
Die Burg Hikone (japanisch 彦根城 Hikone-jō) ist eine berühmte japanische Burg in Hikone in der Präfektur Shiga in Japan. Sie besitzt einen Burgturm, der zu schönsten der zwölf Burgen mit original erhaltenen Tenshu (höchster Turm einer Burg) zählt, und zu den fünf Burgen, die als Nationalschatz eingestuft sind.

## Geschichte
Diese Burg aus der Edo-Zeit führt ihren Ursprung auf das Jahr 1603 zurück, als Ii Naokatsu, der Sohn des ersten Daimyo des im Jahr 1600 neu gebildeten Lehens Hikone, Ii Naomasa, ihren Bau anordnete. Der Hauptturm wurde ursprünglich 1575 als Teil der Burg Ōtsu erbaut und dann von den Ii nach Hikone verbracht. Aus anderen aufgegebenen Burgen stammen weitere Holzbauten, z. B. aus der Burg Nagahama kommt der Tenbin Yagura, wo er das Haupttor bildete. Weil in der Edo-Zeit nur eine Hauptburg pro Lehen zulässig war, wurden aufgegebene oder fortifikatorisch nicht mehr auf der Höhe befindliche Burgen zugunsten der neuen Hauptburg ausgeschlachtet. Die Burg Hikone wurde 1622 komplett mit den Außenwerken fertiggestellt. Naokatsus Ländereien waren ihm in dieser Zeit vom Tokugawa-Shogunat weggenommen worden, weil er 1614 und 1615 nicht an der von seinem Lehnsherrn durchgeführten Belagerung von Osaka teilnahm, und als sein Bruder Naotake statt seiner die Kontrolle über das Gebiet um die Provinz Ōmi erlangte, konnte dieser die Burg mit Hilfe von Steinen der früheren Burg Sawayama fertigstellen. Ein bedeutender Vertreter der Familie war Ii Naosuke, der dem Shogunat in der Mitte des 19. Jahrhunderts als Kanzler (Tairō) diente und der für eine Politik der Öffnung Japans zur Außenwelt stand, weswegen er von radikalen Gegnern dieser Politik ermordet wurde.

## Burganlage

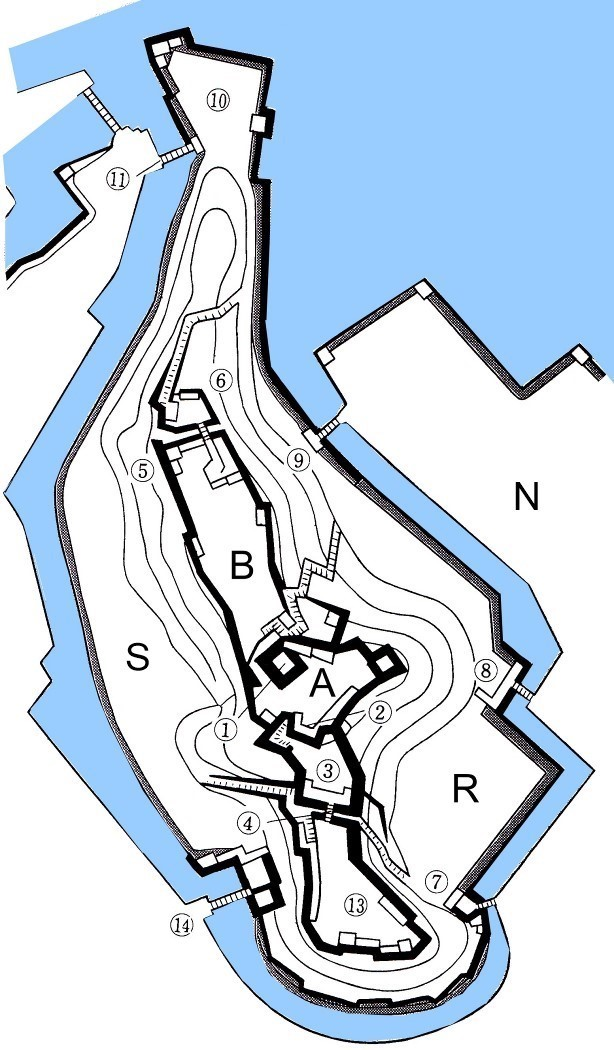
Burg Hikone, Plan

Die Burg befindet sich auf einer langgestreckten Anhöhe, die früher bis an eine Bucht des Biwa-Sees reichte. Die Burg ist vollständig vom Inneren Graben (内濠 Uchibori) umgeben, der von einem weiteren, dem Äußeren Graben (外濠 Sotobori), umgeben ist. Eigentlich ist dieser der mittlere Graben (Nakabori), denn es gab früher noch einen dritten Graben noch weiter außen, den echten äußeren Graben, der aber heute weitgehend verschwunden und überbaut ist. Unten am Wasser ist die Burg teilweise durch Mauern geschützt, in weiten Bereichen begnügte man sich jedoch mit einem Erdwall. Auf der Höhe ist die Burg vollständig durch steinverkleidete Wälle geschützt.
Für den Zugang zur Burg stehen drei Tore zur Verfügung: das Haupttor (大手門 Ōte-mon; 14 in der Zeichnung), das Vordere Tor (表門 Omote-mon; 7), das  direkt zur Residenz (表御殿 Omote-goten; R) an der rechten Seite führt, und das Schwarze Tor (黒門 Kuro-mon; 9), das zur ehemaligen Nebenresidenz führt. Auf der Rückseite der Residenz gab es einen weiteren Zugang zur Burg, das Hintere Tor (裏門 Ura-mon; 8).
Betritt man die Burg durch das Vordere Tor, so geht es an der Residenz vorbei eine Treppe (Omote-zaka) hoch zur Glocken-Vorburg (鐘の丸 Kane-no-maru; 13) und weiter zur zweiten Vorburg, zu der man über die Flur-Brücke (廊下橋 Rōka-bashi) gelangt, mit der der tief eingeschnittener Trockengraben überquert wird, den man vorher passiert hat. Auf der Bergseite ist der Zugang durch das breit angelegte Tor, das  Waage-Tor (天秤櫓 Tembin-yagura; 3; ◎ = Wichtiges Kulturgut) geschützt. Hinter dem Tor steht an der linken Seite ein Holzgestell mit einer Glocke, die die Zeit verkündet (dieser Glockenstuhl stand ursprünglich auf dem Kane-no-maru und wurde später hierhin versetzt). Dann kommt man durch das Trommeltor (太鼓櫓 Taiko-yagura; 2) zum zentralen  Burgbereich, dem Honmaru (本丸 Honmaru, A) mit dem erhaltenen Burgturm (天守閣 Tenshukaku; 1).
Weiter im  Norden folgt der zweite Burgbereich, das langgestreckte  Nishi-no-maru (西の丸; B). An dessen Nordwestecke steht ein Dreistöckiger Wachturm (三重櫓 Sanjū-yagura; 5; ◎). Wieder über eine den zweiten Trockengraben überspannenden Brücke kommt man zum vorgelagerten Burgbereich, dem Deguruwa, und von da zum Kannon-dai (観音台; 6), der Stelle eines einstigen Kannon-Tempels.
Unten an der Nordspitze der Burg befindet sich die Yamasaki-Vorburg (山崎曲輪 Yamasaki-kuruwa; 10), zu der ein Zugang bestand (山崎口 Yamasaki-guchi; 11), und in der sich einst ein dritter dreistöckiger Turm befand, der aber in der zweiten Hälfte des 19. Jahrhunderts abgerissen wurde. Im Südwesten am Fuße des Burgberges standen die Reisspeicher (S) und auf der Nordseite befand sich vorgelagert die Keyaki-Residenz (槻御殿 Keyaki-goten; N).

## Burg Hikone nach 1868
Als 1868 die Meiji-Zeit begann, wurden viele Burgen zerstört. Nur auf Intervention des Kaisers selbst, der die Gegend bereiste, blieb der Burgturm erhalten. Heute ist er einer der zwölf erhaltenen Burgtürme und sicher einer der schönsten Japans. Als Gartenanlage Genkyu-en erhalten blieb der Garten der Keyaki-Residenz erhalten. Im Garten befinden sich die teilweise über das Wasser des Sees gebauten und im Sukiya-Stil erbauten Pavillons Hakke-tei, heute zusammen mit den Bauten des Hosho-dai als Ryokan genutzt. Von der Residenz ist nur ein Teil erhalten geblieben, darunter das Gebäude Raku-raku-no-ma, nach dem der Palast auch Raku-raku-en genannt wird.
1985–1987 hat man den repräsentativen vorderen Teil der ehemaligen Residenz Omote-Goten einschließlich einer Noh-Bühne mit einer Fläche von 4851 m² zur Nutzung als Museum rekonstruiert. Das Museum besitzt als Nationalschatz den sechsteiligen Hikone-Stellschirm.
1951 wurde die ursprüngliche Anlage zur Besonderen historischen Stätte und 1952 der Burgturm vom Kultusministerium zum Nationalschatz Japans erklärt. Nach der Burg wurde 2001 der Asteroid (6329) Hikonejyo benannt.

## Bilder

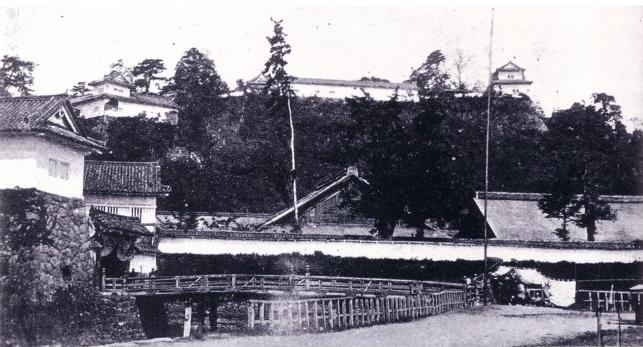
Am Vorderen Tor, 1876
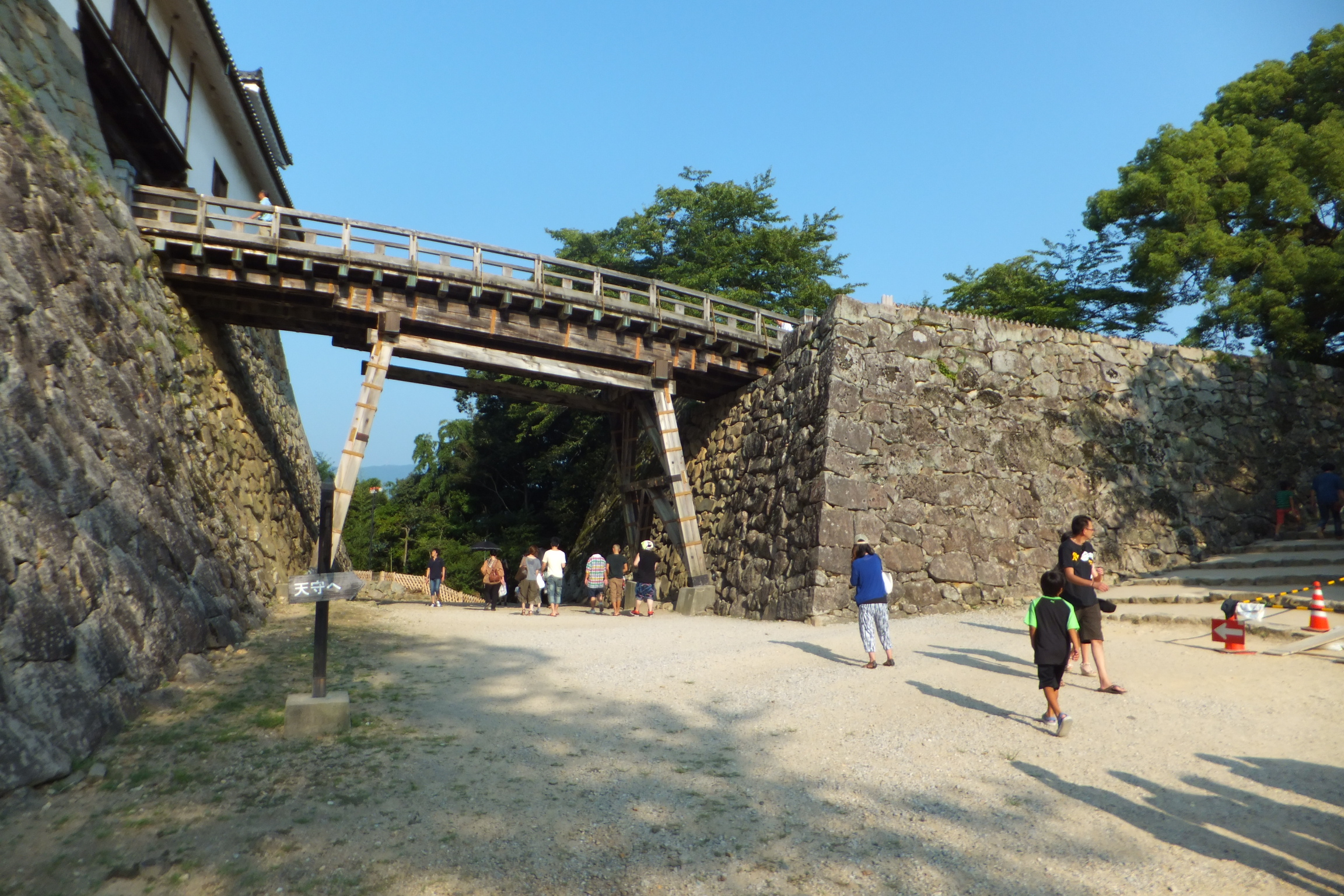
Brücke zur zweiten Vorburg
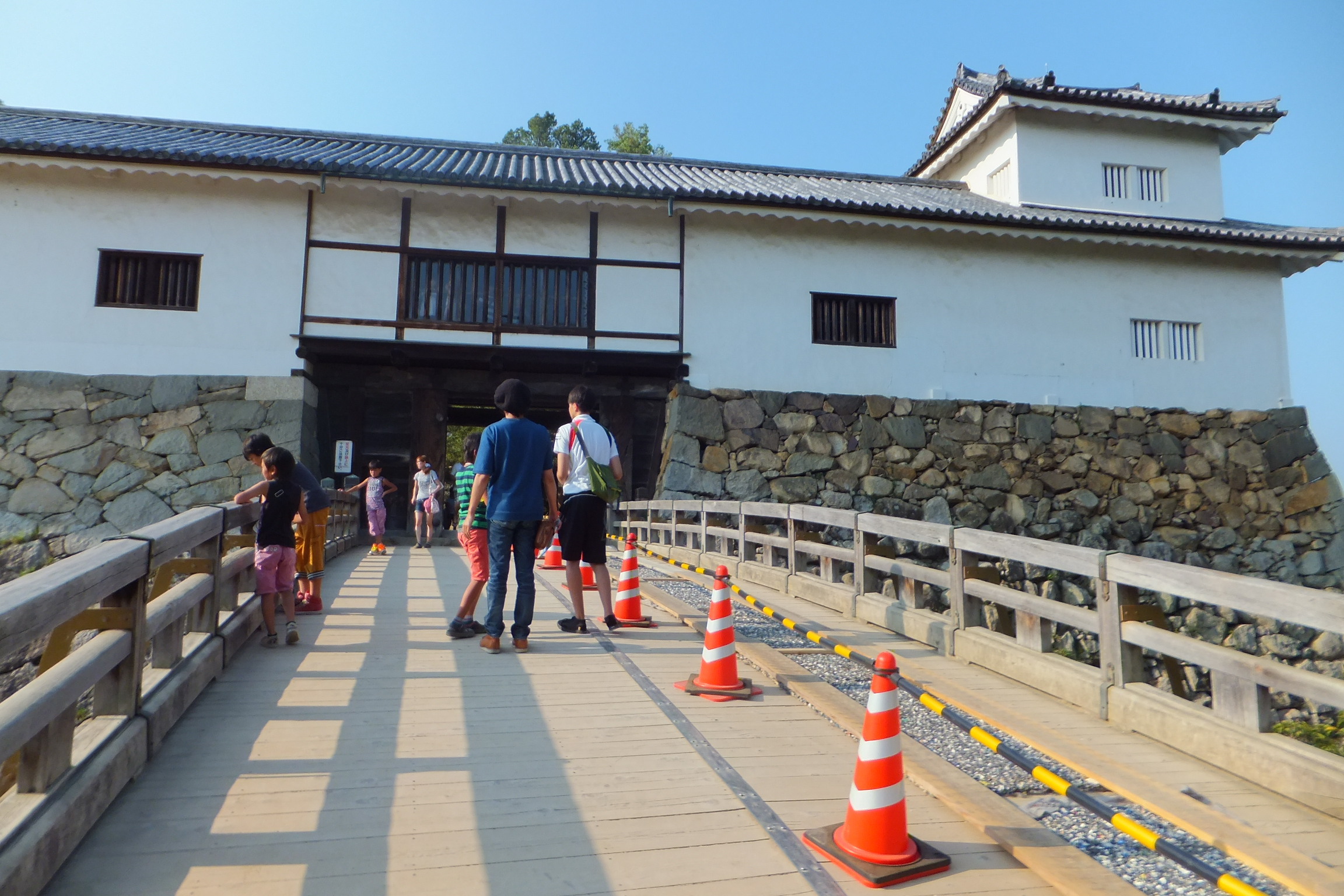
Tor zur zweiten Vorburg
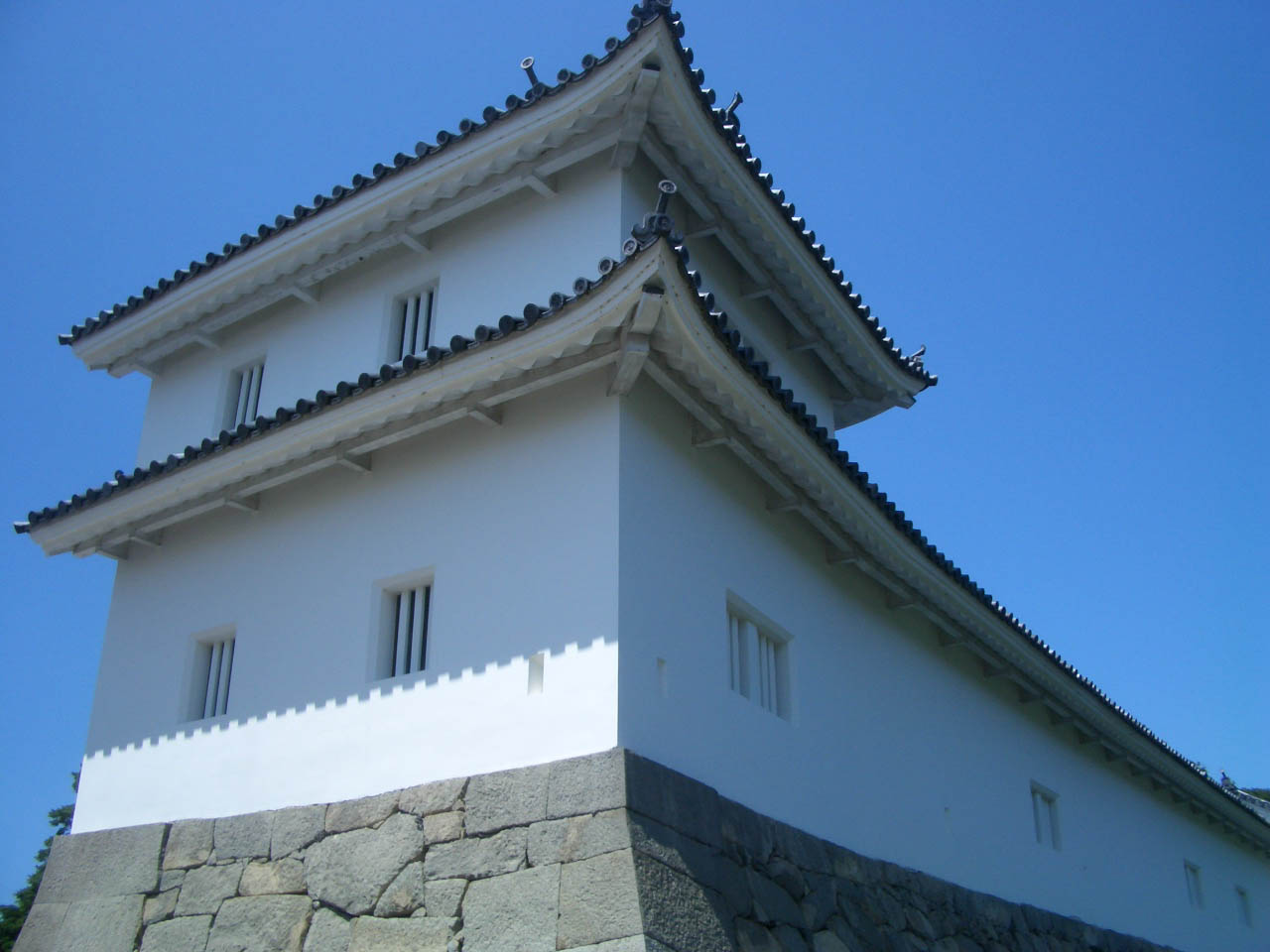
Zweistöckiger Wachturm
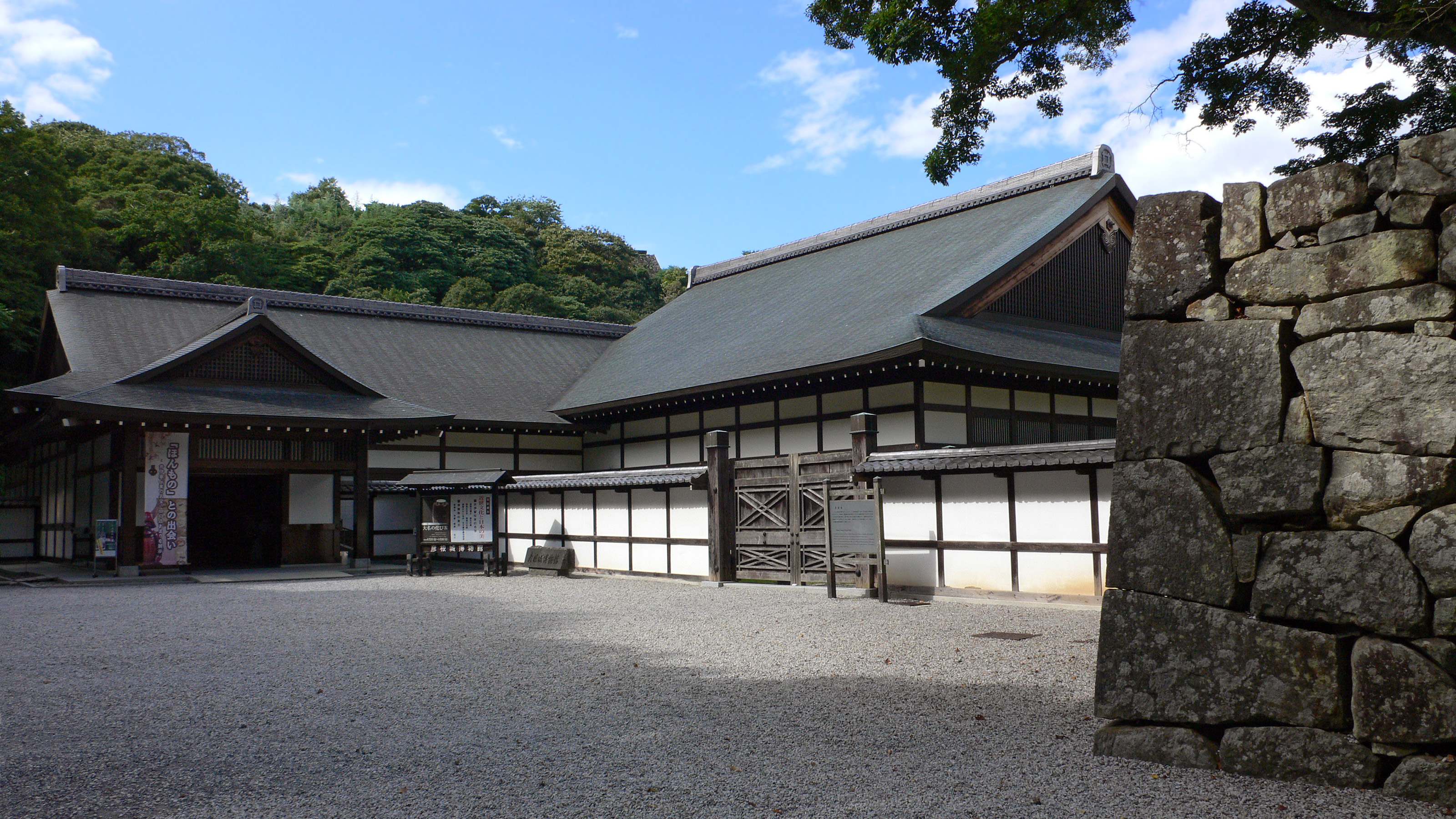
Burgmuseum
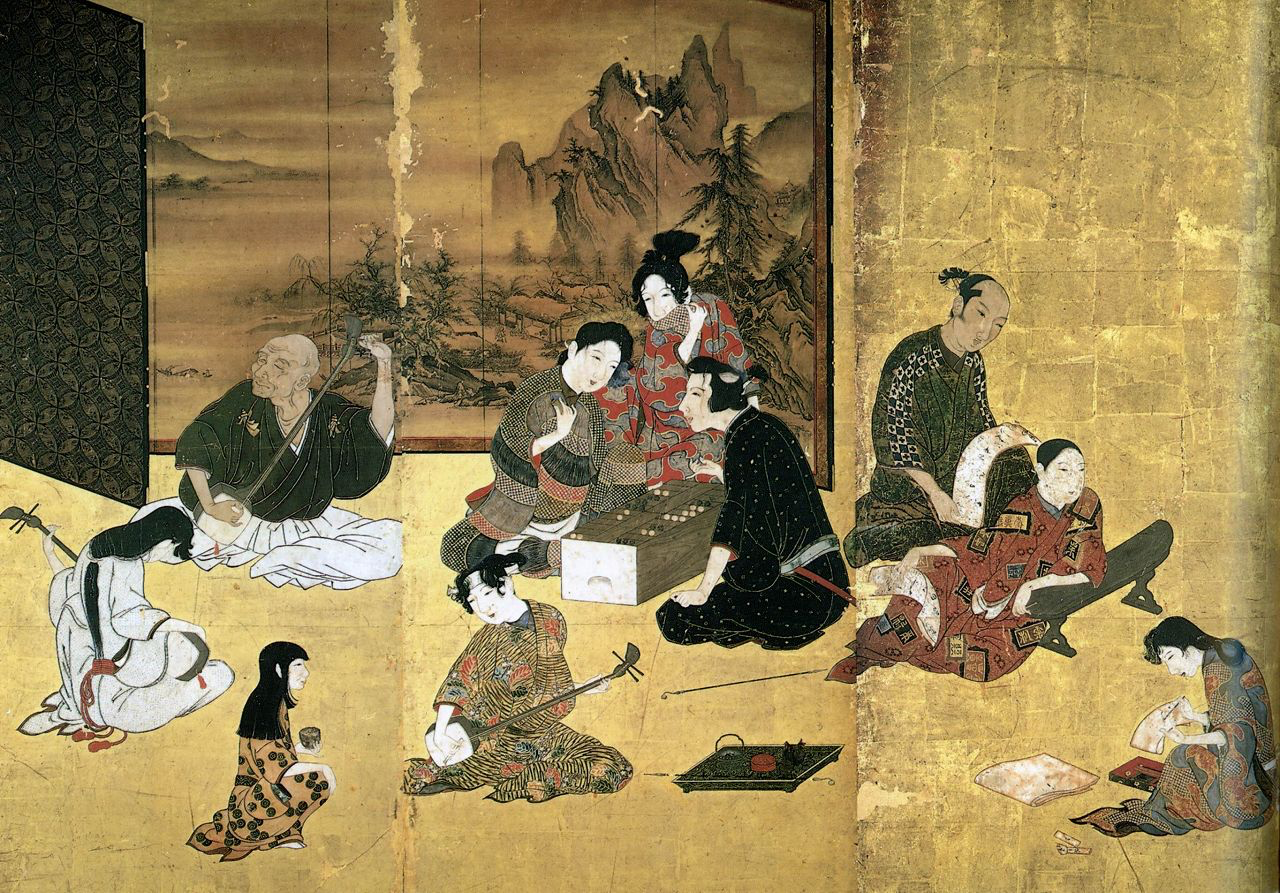
Hikone-Stellschirm (Ausschnitt)